# 멈출 수 없어
《멈출 수 없어》는 2009년 7월 13일부터 이듬해 1월 8일까지 방영된 MBC 아침드라마이다.

## 등장 인물

### 주요 인물
- 김규리(홍연시) : 28세, 대학생~사채업 큰손
- 이지훈(노수리) : 31세, 공인재무분석사(CFA)
- 원기준(이병주) : 32세, 연시 남편, 봉섬유 계열사 봉 시크릿 대표

### 연시의 주변 인물
- 이보희(구효선) : 51세, 연시 어머니
- 선우용여(구효숙) : 54세, 연시 이모, 마담 뚜
- 최덕문(구진우) : 39세, 연시 외삼촌, 파티쉐
- 임채원(강미옥) : 33세, 효숙 새끼 마담 뚜, 구효숙 시누이
- 유건(강인찬) : 32세, 연시 사촌오빠, 주아의 유일한 사랑, 회계사

### 수리의 주변 인물
- 정한용(노만재) : 56세, 노수리 아버지, 지하경제 큰손으로 사채시장 전주
- 이선진(윤종희) : 33세, 만재 개인비서

### 병주의 주변 인물
- 박하선(이주아) : 27세, 병주 여동생, 미대 대학원생
- 정애리(임봉자) : 55세, 연시 시어머니, 봉섬유 사장
- 반세정(장소연) : 27세, 미대 대학원생, 이주아의 친구

### 그 외 인물
- 문영미(청매)
- 홍석천(찰리 김)
- 정민결(미스 민)
- 김일웅
- 송민형(연시 아빠)
- 김정하(병주 엄마)
- 설지윤, 최귀화

## 참고 사항
- 강미옥 역의 임채원은 1998년 9월 미국 유학을 마치고 돌아온 뒤 같은 채널 《장미와 콩나물》로 안방극장에 돌아왔으나 그 이후 SBS 금요드라마 《마이 러브》를 제외하면 KBS 위주로 활동하다가 이 작품으로 MBC 복귀를 했다.[1]
- 김규리가 해당 작품을 통해 안방극장 복귀를 했다.[2]

## 같이 보기
- 녹색마차 (SBS)
- 망설이지마 (SBS)
- 장화, 홍련 (KBS2)
- 다 줄거야 (KBS2)